# Cambio automatico dell'utensile
Il cambio automatico dell'utensile o cambio utensili automatico, dall'inglese ATC (Automatic Tool Changer) è un sistema di cambio rapido degli utensili che può essere presente nelle macchine utensili a controllo numerico computerizzato (CNC) che utilizzano più utensili.

## Storia

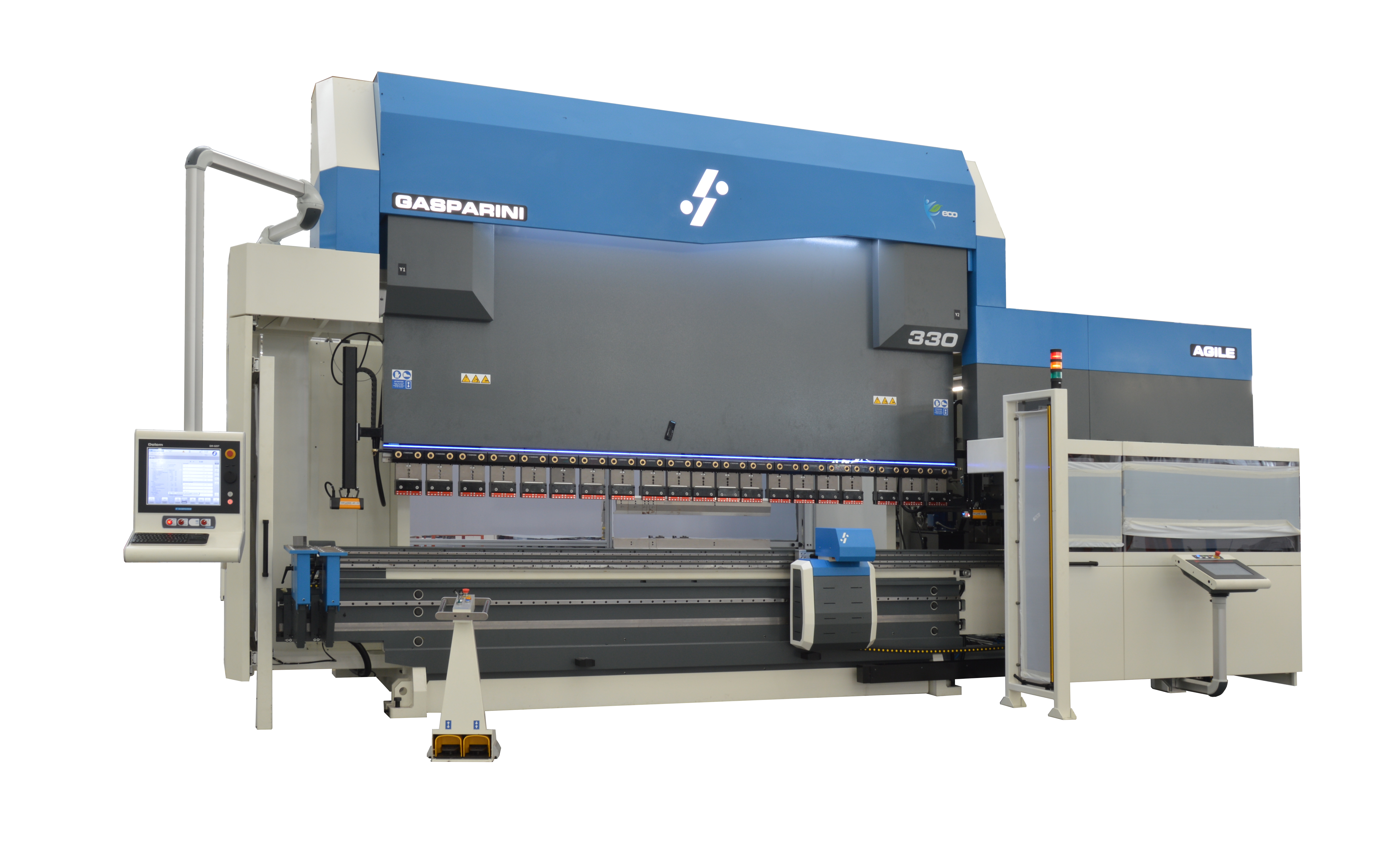
Un sistema di cambio utensili automatico per pressa piegatrice, utilizzato per posizionare, spostare, e rimuovere punzoni e matrici. Gli utensili sono immagazzinati in una scaffalatura motorizzata (a destra) e vengono prelevati da uno shuttle (bianco/grigio/blu, al centro)

Gli ATC sono stati sviluppati inizialmente nelle macchine a asportazione di truciolo, come frese e torni. Sistemi per il riposizionamento degli utensili sono stati introdotti anche nelle macchine per lamiera. Le pannellatrici hanno un dispositivo integrato controllato dal CNC che permette di spostare i punzoni a seconda della dimensione del pezzo. Il cambio automatico degli utensili nelle presse piegatrici era limitato alle macchine integrate in una cella di piegatura robotizzata. Tipicamente, un robot antropomorfo a 6 assi, utilizzato per la manipolazione dei pezzi, viene anche utilizzato per sostituire i punzoni e le matrici tra un lotto e l'altro.
Dal secondo decennio del XXI secolo sono apparsi sistemi di cambio utensili automatico anche per presse piegatrici non robotizzate.

## Descrizione e tipi

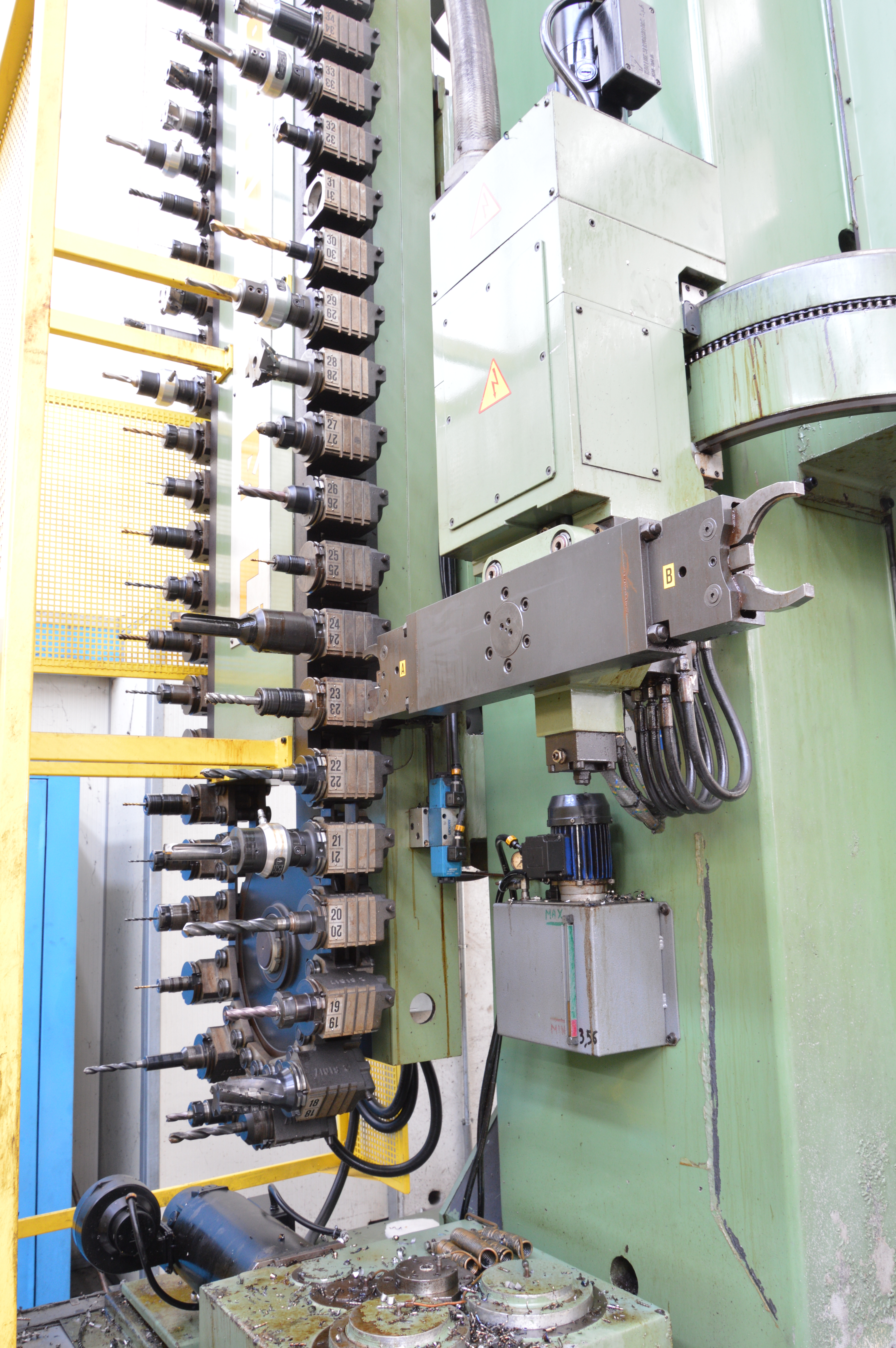
Cambio utensili automatico a catena con braccio rotante e due pinze, montato su una fresatrice.

Le parti principali di un cambio utensili automatico sono il magazzino utensili e il gruppo di scambio. Il gruppo di scambio è composto da un braccio rotante e da due pinze, dette "gripper". Nella configurazione più comune si trova un magazzino utensili al lato della macchina, con una navetta che preleva e posiziona l'utensile dove necessario.
Gli utensili utilizzati nell'ATC sono fissati in portautensili appositamente progettati per questo scopo.
A seconda della forma del magazzino, l'ATC può essere di due tipi:
- Gli ATC a tamburo: gli utensili sono immagazzinati lungo la circonferenza del tamburo.
- Gli ATC a catena.

Il cambio utensili a catena permette di immagazzinare un maggior numero di utensili rispetto a quello a tamburo, ma la velocità di ricerca degli utensili è inferiore.

## Funzionamento
Dopo aver ricevuto il comando di cambio utensile, l'utensile da cambiare assume una posizione fissa, nota come "posizione di cambio utensile". Il braccio ATC si porta in questa posizione e preleva l'utensile. Il braccio ruota tra la torretta della macchina e il magazzino. Su ogni lato del braccio è presente una pinza, che può ruotare di 90° per posizionare gli utensili nella torretta. Una delle pinze afferra il vecchio utensile dalla torretta, mentre l'altra afferra il nuovo utensile dal magazzino. Poi il braccio ruota di 180°, scambiando gli utensili e disponendoli nella loro posizione corretta.

## Vantaggi e svantaggi dell'ATC
Rispetto alle macchine con cambio manuale degli utensili, utilizzare un cambio utensili automatico riduce i tempi di fermo macchina (necessari altrimenti all'operatore per il cambio manuale dell'utensile, in assenza di ATC) e riduce di conseguenza il tempo necessario per la produzione dei pezzi lavorati dalla macchina utensile.
L'ATC fornisce inoltre uno spazio di immagazzinamento degli utensili. Aumenta inoltre la flessibilità della macchina utensile, facilita il cambio di utensili grandi e pesanti (riducendo lo sforzo per l'operatore), e permette il ripristino automatico dei taglienti.
Dall'altra parte, l'ATC richiede che il tipo di utensile utilizzato sia facile da centrare, facile da afferrare per il cambio utensile e facilmente estraibile dal mandrino.